# Рейд на Коламбус (1916)
Рейд на Коламбус або битва за Коламбус (англ. Battle of Columbus) також Спалення Коламбус (Burning of Columbus) — рейд залишків Північної дивізії Панчо Вільї на невелике американське містечко Коламбус, штат Нью-Мексико, розташоване на відстані менше 5 км північніше кордону з Мексикою. Рейд переріс у повномасштабну битву між «віллістас» (прихильниками Вільї) та американською армією. 9 березня 1916 року битва почалася як раптовий напад мексиканської Північної дивізії, якою Вілья керував особисто, на містечко. Але частини 13-го кавалерійського полку, що дислокувалися в Коламбусі, відбили атаку, спричинивши значних втрат противникові. Напад дуже розлютив американців, і президент Вудро Вільсон наказав бригадному генералу Джону Дж. Першингу очолити каральну експедицію, під час якої армія США вторглася в Мексику, але не змогла захопити Вілью.

## Історія
До кінця 1915 року Панчо Вілья втратив велику частину широкої підтримки, якою він користувався на початку Мексиканської революції. Програвши низку битв, зокрема битву при Селаї у квітні 1915 року, Вілья та інші 500 солдатів його Північної армії відчайдушно потребували їжі, коней, зброї та боєприпасів.
З жовтня 1915 року ситуація на американо-мексиканському кордоні загострилася, коли уряд Сполучених Штатів офіційно визнав суперника та колишнього союзника Вільї Венустіано Каррансу главою уряду Мексики. Відчувши себе зрадженим, Вілья почав атакувати громадян США та їх власність на півночі Мексики. 26 листопада 1915 року Вілья направив свої війська для нападу на місто Ногалес і вступив у бій з американськими силами біля цього містечка. 11 січня 1916 року поблизу Санта-Ізабел, штат Чіуауа, шістнадцять американських цивільних працівників були зняті з потяга і розстріляні мексиканськими бандитами.
У березні 1916 року Вілья запланував рейд на військовий гарнізон в американському містечку Коламбус, Нью-Мексико. Маленьке містечко лежало лише за пару миль від кордону. Вілья послав шпигунів для збору інформації, і вони повернулися, щоб повідомити, що гарнізон складається лише з п'ятдесяти чоловік. У ніч на 8 березня Вілья привів армію Півночі в Коламбус.
Близько 4:00 ранку 9 березня мексиканські повстанці напали на Коламбус, Нью-Мексико та Кемп Фурлонг, де був розташований пост армії США. Люди Вільї також почали грабувати та підпалювати будинки в місті. Однак замість п'ятдесяти американських солдатів, яких очікувала мексиканський ватажок, насправді в гарнізоні налічувалося 350 солдатів, включаючи частину 13-го кавалерійського полку.
Рейд швидко перетворився на жорстокий бій, коли американський кулеметний підрозділ другого лейтенанта Джона Лукаса впритул відкрив вогонь з кулеметів Hotchkiss Mle 1909 по бандитах, спричинивши величезних втрат кінноті Вільї. Другий загін американських солдатів під командуванням лейтенанта Джеймса Каслмана провів контратаку, яка змусила Вілью та його людей відступити. В результаті нападу загинули десять мирних жителів та вісім солдатів, двоє цивільних та шість солдатів було поранено. Мексиканські бандити спалили місто, вкрали коней і мулів, забрали кулемети, боєприпаси та товари, й втекли назад до Мексики. Кавалеристи США переслідували їх назад через кордон із Мексикою.
Рейд став катастрофою для мексиканців, бо війська Вільї зазнали величезних втрат. Мексиканці втратили загиблими щонайменше 67 чоловіків і декілька десятків поранено. З числа поранених бандитів ще 13 померло від поранень, а п'ятьох, взятих у полон допитали та повісили за бандитизм і вбивства.